# 桑德拉·道格拉斯
桑德拉·道格拉斯（英語：Sandra Douglas，1967年4月22日—），英国女子田径运动员，主攻短跑。她曾代表英国参加1992年夏季奥林匹克运动会田径比赛，获得女子4×400米接力铜牌。